# Stawno (powiat goleniowski)
Stawno (do 1945 niem. Stevenhagen) – wieś sołecka w Polsce położona w województwie zachodniopomorskim, w powiecie goleniowskim, w gminie Goleniów, na skraju Równiny Nowogardzkiej i Równiny Goleniowskiej, porośniętej Puszczą Goleniowską, przy drodze prowadzącej na Kliniska.
Najstarsze ślady osadnictwa na terenie wsi sięgają neolitu. Znaleziska archeologiczne pozwalają przypuszczać, że istniała tutaj osada kultury ceramiki sznurowej. Późniejsze znaleziska, m.in. cmentarzyska popielnicowe, świadczą o istnieniu tutaj osady kultury łużyckiej. Wieś Stevenhagen powstaje w wieku XVIII, na wykarczowanych byłych terenach leśnych. Założycielem był Urząd Domenalny w Stargardzie. Wieś została założona na planie ulicówki. Znajdował się tutaj kościół, cmentarz, kilka gospodarstw, w 1872 roku ok. 180 mieszkańców.
W latach 1975–1998 miejscowość należała administracyjnie do województwa szczecińskiego.
Obecna zabudowa wsi pochodzi głównie z przełomu XIX i XX wieku. Do zabytków należą ryglowe i murowane domy mieszkalne, w tym budynek dawnej szkoły, czynnej do lat 90. XX wieku. Wieś rolniczo-przemysłowa. Znajduje się tutaj zakład betoniarski, tartak, sklep, boisko piłkarskie oraz przystanek PKS.

## Zabytki
- Kościół pw. Opieki św. Józefa – zbudowany w roku 1884 w stylu neogotyckim na planie prostokąta. Do budowy wykorzystano ciosany kamień granitowy (korpus) i cegły. Kościół posiada ozdobne portale, gzymsy i ostrołukowe okna. Dach jest dwuspadzisty, a hełm wieży ośmioboczny[6].
- Przykościelny cmentarz – na którym zachowały się poniemieckie nagrobki i tablica, upamiętniająca mieszkańców wsi poległych na frontach I wojny światowej[7]. Do rejestru zabytków wpisano także dębowy starodrzew porastający cmentarz[8] oraz metalowe ogrodzenie[9].
- Chałupa o budowie sztachulcowej pod numerem 18 zbudowany na planie litery L w 2. połowie XIX wieku[10]. Dawniej ochronie koserwatorskiej podlegała także nieistniejąca obecnie chałupa pod numerem 20[11].
- Stanowiska archeologiczne – z których jedno to cmentarzysko ciałopalne[5]. Na ich obszarze znaleziono m.in. krzemienny sierp[3], siekierkę typu czeskiego[5], żarno nieckowate[12], skrobacz krzemienny[4], brązowy naszyjnik kolbowaty[13], łuszczeń oraz fragmenty ceramiki[14].